# Zauberberg (Band)

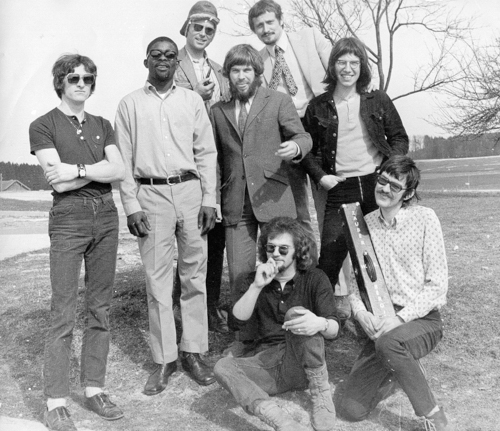
Zauberberg (1971): v. l. n. r.: Wolfgang Dietl, Sami Sarbah, Wolfgang Bambuch, Mike Huber, Konstantin Wecker, Mario Lehner; vorne: Reinhard Andreas, Jürgen Roßmann

Zauberberg war eine Münchener Soul-Rock-Band, die in wechselnden Formationen von 1971 bis 2010 existierte.

## Geschichte
Zauberberg wurde 1971 von Sänger Mario Lehner, Konstantin Wecker, Gitarrist Mike Huber und anderen gegründet. Wecker war nur kurz Mitglied und begann dann seine Solokarriere.
Die Band spielte viele Konzerte in München und Umgebung. Sie nahmen zwei Alben und zwei Singles auf. Zauberberg spielte in der BR-Fernsehsendung Live aus dem Schlachthof. Mitgründer Mike Huber spielte seit 1982 auch in der Band Panzerknacker.
Der plötzliche Tod des Gründers Mario Lehner markierte 2010 das Ende der Band.

## Diskografie
- 1983: Made in Germany (Album)[6]
- 1986: First Sight Love (Single)[7]
- 1992: Zauberberg, Konstantin Wecker – The Anniversary Concert (Album)[8]
- 1996: I Want You (Single)[9]
- 1996: Short People (Album)[10]

## Bandmitglieder (Auswahl)
- Mario Lehner: Gesang[6] († 2010)
- Konstantin Wecker: Klavier, Gesang[8]
- Mike Huber: Gitarre[6]
- Sami Sarbah: Trompete
- Jürgen Roßmann: Schlagzeug[11]
- Wolfgang Dietl: Bass[11]
- Wolfgang Bambuch: Saxophon (siehe erstes Bandfoto)
- Reinhard Andreas: Posaune, Gesang[6]
- Walter Schäfer: Keyboards, Gesang[6]
- Swami Shanti Vardhan: Bass, Gesang[6]
- Peter Schweinberger; Percussion, Gesang[6]
- Richard Zeltner: Saxophon, Gesang[6]
- Roland Riem: Saxophon, Gesang[6]
- Dieter Lauterbach: Trompete, Gesang[6]
- Wolfgang Göhringer, Gitarre[12]
- Werner Riedel, Posaune[12]
- Erich Lutz, Saxofon[12]
- Rudi Matzka, Keyboard[12]
- Peter Worgall, Percussion[12]
- Reinhold Kampferseck, Schlagzeug[12]
- Richard Zeltner: Saxophon[13]
- Christof von Haniel: Keyboards[13]
- Albrecht Huber: Posaune[13]
- Markus Grützner: Bass[13]
- Roberto Madruzato[14]
- Stefan Pfaffinger[14]